# Études (Debussy)
Gli Études (L 136) di Claude Debussy sono un gruppo di 12 studi per pianoforte, suddivisi in due libri, composti nel 1915. I brani sono estremamente difficili da suonare e Debussy stesso scrisse: "Dal punto di vista tecnico questi Études serviranno a preparare i pianisti a convincersi che non si affronta la musica se non si è in possesso di mani formidabili". Una delle ultime composizioni pianistiche scritte da Debussy, gli Études sono dedicati alla memoria di Fryderyk Chopin. Sono generalmente considerati i suoi capolavori tardivi.

## I dodici studi

### Libro primo
1. Étude 1 pour les cinq doigts d'après Monsieur Czerny (cinque dita, "da Monsieur Czerny")
2. Étude 2 pour les tierces (terze)
3. Étude 3 pour les quartes (quarte)
4. Étude 4 pour les sixtes (seste)
5. Étude 5 pour les ottave
6. Étude 6 pour les huit doigts (otto dita)

### Libro secondo
1. Étude 7 pour les degrés chromatiques (grado cromatico )
2. Étude 8 pour les agréments (abbellimenti)
3. Étude 9 pour les notes répétées (Note ripetute)
4. Étude 10 pour les sonorités opposées (sonorità opposte)
5. Étude 11 pour les arpèges composés (arpeggio composto)
6. Étude 12 pour les accords (accordi)